# Shanghai International Port Group
Die Shanghai International Port Group (chinesisch 上海國際港務(集團)股份有限公司), kurz SIPG, ist ein chinesisches Unternehmen mit Firmensitz in Shanghai. Das Unternehmen ist im Aktienindex SSE 50 gelistet. SIPG betreibt die Terminals im Hafen von Shanghai.
Die Gesellschaft entstand 2003, als aufgrund einer Neuorganisation der Hafenverwaltung Aufsicht und Betrieb getrennt wurden. 2004 wurde die SIPG in eine geschlossene Aktiengesellschaft umgewandelt, die mehrheitlich von der Stadt Shanghai kontrolliert wird. Die restlichen Aktienanteile verteilen sich auf verschiedene private Investoren.
Das Unternehmen wird von Lu Haihu geleitet. 2006 schlug SIPG 537 Millionen Tonnen an Fracht um. Im Hafen wurden 2006 rund 55.000 Schiffe, darunter 23.000 Containerschiffe, beladen. Die mehr als 20.000 Mitarbeiter erzielten 2006 einen Umsatz von 1,32 Milliarden US-Dollar und einen Nettogewinn von 270 Millionen US-Dollar. 
Die SIPG ist seit 2013 Eigentümer des Fußballclubs Shanghai SIPG. Seit 2016 besteht in diesem Zusammenhang eine Kooperation mit dem Hamburger SV, der für die Beratung des Clubs aus der Partnerstadt beim Aufbau von Strukturen im Nachwuchs- und Managementbereich bis zum Jahr 2018 fünf Millionen Euro von der SIPG erhält. Da der Vertrag im Sommer 2018 ausläuft, wird über eine Ausweitung der Kooperation verhandelt.